# Physikalische Konstante
Eine physikalische Konstante oder Naturkonstante, auch Fundamentalkonstante oder gelegentlich Elementarkonstante genannt, ist eine physikalische Größe, die in der theoretischen Beschreibung physikalischer Gesetzmäßigkeiten erscheint und deren Wert sich weder beeinflussen lässt noch räumlich oder zeitlich verändert.

## Fundamentale Konstanten
Als „fundamental“ werden diejenigen Konstanten bezeichnet, die sich auf allgemeine Eigenschaften von Raum, Zeit und physikalischen Vorgängen beziehen und nicht aus physikalischen Theorien und/oder anderen Konstanten abgeleitet werden können. Dies sind insbesondere die Lichtgeschwindigkeit, die Planck-Konstante, die Elementarladung, die Boltzmann-Konstante und die Gravitationskonstante.
Welche Konstanten als „fundamental“ angesehen werden, hängt aber auch vom aktuellen Stand der wissenschaftlichen Entwicklung und von der Formulierung der zugehörigen Theorien ab. Das Wärmeäquivalent, das um 1850 bestimmt wurde, wird heute nicht mehr als Naturkonstante angesehen, sondern nur noch als Umrechnungsfaktor der Maßeinheiten Joule und Kalorie. Die Boltzmann-Konstante kB ist für die Formulierung der Entropie eine fundamentale Konstante, man kann aber in der Thermodynamik die Temperatur auch durch die Energie ausdrücken – dann ist kB nur ein Skalenfaktor zwischen den Maßeinheiten Kelvin und Joule. Ebenso ist c nur ein Umrechnungsfaktor, wenn man in der Relativitätstheorie Raum und Zeit als Größen gleicher Art betrachtet. Die elektrische und magnetische Feldkonstante kommen in der Beschreibung der Elektrodynamik mit dem Größensystem der Gaußschen Einheiten gar nicht vor.
Dimensionslose Konstanten, z. B. die Feinstrukturkonstante oder das Verhältnis der Elektronmasse zur Planck-Masse, sind unabhängig von Formulierungen der Theorie und Größensystemen.
Weitere Naturkonstanten beziehen sich auf die einzelnen Teilchenarten und Wechselwirkungen, z. B. ihre Massen und Ladungen. Daraus lassen sich weitere Konstanten ableiten: Beispielsweise ist der Bohrsche Radius, eine für die Atomphysik maßgebliche Konstante, aus der Planck-Konstante, der Lichtgeschwindigkeit, der Elementarladung und der Masse des Elektrons zu berechnen.
In Listen von Naturkonstanten werden oft auch Werte aufgeführt, die keine elementaren Konstanten sind, die aber mit dem heute verfügbaren Wissen nicht genau berechenbar sind. Beispiele hierfür sind die Masse und das magnetische Moment des Protons und des Neutrons, von denen seit den 1970er Jahren bekannt ist, dass sie keine elementaren Teilchen sind.

## Andere Verwendung der Bezeichnung „Konstante“
Teilweise werden auch Parameter oder Koeffizienten, die nur in einer bestimmten Anordnung oder Konstellation konstant sind, als „Konstante“ bezeichnet, so etwa die Kepler-Konstante, die Zerfallskonstante oder die Federkonstante. Dies sind aber keine physikalischen Konstanten, sondern Parameter der untersuchten Anordnung. Das Wort „Konstante“ sollte hierbei möglichst nicht verwendet werden. Die Hubble-Konstante hat hierbei eine Sonderstellung, denn sie ist zwar im Raum des gesamten Universums konstant, jedoch nicht in der Zeit; die Bezeichnung als „Konstante“ wird daher für den heutigen Wert verwendet, während der sich über lange Zeiträume allmählich ändernde Wert als Hubble-„Parameter“ bezeichnet wird.

## Konstanten als Maßeinheiten
Referenzwerte, die dem Menschen aus seiner Umgebung geläufig sind, wurden und werden manchmal als „Konstanten“ angesehen und als Maßeinheiten verwendet – zum Beispiel die Dauer des Umlaufs der Erde um die Sonne (Jahr), der atmosphärische Druck oder die Erdbeschleunigung, in der Astronomie und Geodäsie die Erd- und Sonnenmasse, der Erdradius oder die astronomische Einheit (mittlerer Abstand Erde-Sonne). Diese Werte sind keine Naturkonstanten. Sie sind dem Menschen in seiner irdischen Umgebung nützlich, haben aber in der Regel keine darüber hinausgehende Bedeutung grundlegender Art und erweisen sich bei zunehmender Messgenauigkeit auch nicht als wirklich konstant. Allerdings dienten sie zur ersten Festlegung von Maßeinheiten (auch z. B. für Sekunde, Meter, Kilogramm) und wurden später zum Teil über die SI-Einheiten exakt festgelegt (Standardatmosphäre, Normfallbeschleunigung, astronomische Einheit).
Moderne Bemühungen gingen dahin, die Maßeinheiten möglichst durch direkten Bezug zu Naturkonstanten zu definieren. Die dafür ausgewählten Naturkonstanten erhielten dadurch einen fest definierten, unveränderlichen Zahlenwert. Seit der Revision des Internationalen Einheitensystems mit Wirkung vom 20. Mai 2019 sind alle SI-Einheiten durch vier (sofern man kB als fundamental betrachtet) fundamentale Naturkonstanten (c, h, e, kB) und einen speziellen atomaren Übergang (νCs) definiert. Hinzu kommen zwei willkürlich festgelegte Konstanten: Die Avogadro-Konstante NA, deren Zahlenwert früher der experimentell ermittelte Skalierungsfaktor zwischen der atomaren Masseneinheit und dem Gramm war und seit 2019 eine durch Konvention festgelegte Zahl ist, und Kcd, der Skalierungsfaktor zwischen den Einheiten Lumen und Watt.
In der Teilchenphysik und der Kosmologie vereinfacht man Gleichungen durch Verwendung von natürlichen Einheiten bzw. Planck-Einheiten, in der Atomphysik verwendet man atomare Einheiten.

## Konstanz der Naturkonstanten
Ob die Naturkonstanten auch über astronomische Zeiträume hinweg wirklich unverändert bleiben, ist Gegenstand aktueller Forschung. So wurde das Licht, das vor Milliarden Jahren von Quasaren ausgesandt wurde, spektroskopisch analysiert. Eine von Anfang an umstrittene Untersuchung schien auf eine leichte Abnahme der Feinstrukturkonstante um etwa ein hundertstel Promille im Verlauf von zehn Milliarden Jahren hinzudeuten, wurde aber durch spätere Resultate widerlegt. Aus Untersuchungen der kosmischen Hintergrundstrahlung ergeben sich ebenfalls keine Anzeichen für eine zeitliche Änderung. Auch nach Daten aus der Oklo-Mine in Westafrika, wo vor etwa zwei Milliarden Jahren Uran so stark angehäuft war und einen so hohen Gehalt des Isotops 235U hatte, dass eine Kernspaltungs-Kettenreaktion stattfand, hatte die Feinstrukturkonstante damals denselben Zahlenwert wie heute. Die Untersuchung der Konstanz der Naturkonstanten ist eines der wissenschaftlichen Ziele des im Bau befindlichen Extremely Large Telescopes.

## Feinabstimmung der Naturkonstanten
Um den physikalischen Zustand des beobachtbaren Universums zu erklären, wird von einigen Autoren eine Feinabstimmung der Naturkonstanten postuliert. Es ist jedoch umstritten, ob es diese Feinabstimmung tatsächlich gibt oder ob diese nur eine Folge eines unzureichenden Verständnisses ist.

## Liste einiger Konstanten
Die folgende Tabelle listet einige physikalische Konstanten auf. Die Zahlenwerte beruhen auf CODATA 2022. Die Ziffern in Klammern hinter einem Zahlenwert geben dabei die Unsicherheit in den letzten Stellen des Wertes an. Beispiel: Die Kurzschreibweise 6,674 30(15) ist gleichbedeutend mit „6,674 30  mit einer Unsicherheit von 0,000 15“.
In der letzten Spalte ist vermerkt, ob der Wert der Konstante in der nach 2019 gültigen Version des internationalen Einheitensystems experimentell ermittelt wurde („mess“) oder durch Definition zustande kommt („fix“). 
| Bezeichnung der Konstante                                                                                               | Symbol | Wert                                                                         | Wert                 | Wert |
| --- | --- | ---------------------------------------------------------------------------- | -------------------- | ---- |
| | |                                                                              |                      |      |
| Fundamentale Konstanten und von diesen abgeleitete Konstanten                                                           | |                                                                              |                      |      |
| Raum und Zeit | |                                                                              |                      |      |
| Lichtgeschwindigkeit | {\textstyle c} | 299 792 458 m·s−1                                                            | [ 12 ] [ 13 ]        | fix  |
| Elektrodynamik | |                                                                              |                      |      |
| Elementarladung | {\textstyle e} | 1.602176634e-19 C                                                            | [ 12 ] [ 14 ]        | fix  |
| Magnetische Feldkonstante                                                                                               | {\textstyle \mu _{0}} | 1.25663706127(20)e-6 H·m−1 = 4π·0.99987(16)e-7 H·m−1                         | [ 15 ]               | mess |
| Elektrische Feldkonstante                                                                                               | {\textstyle \varepsilon _{0}={\frac {1}{\mu _{0}c^{2}}}} | 8.8541878188(14)e-12 C·V−1·m−1                                               | [ 16 ]               | mess |
| Coulomb-Konstante | {\textstyle k_{\text{C}}={\frac {1}{4\pi \varepsilon _{0}}}} | 8.9875517862(14)e9 V·m·C−1                                                   |                      | mess |
| Wellenimpedanz des Vakuums                                                                                              | {\textstyle Z_{\text{w0}}=\mu _{0}\,c={\sqrt {\frac {\mu _{0}}{\varepsilon _{0}}}}}                                                                                             | 376.730313412(59) Ω                                                          | [ 17 ]               | mess |
| Quantenphysik | |                                                                              |                      |      |
| Planck-Konstante | {\textstyle h} | 6.62607015e-34 J·s = 4.135667696…e-15 eV·s                                   | [ 12 ] [ 18 ] [ 19 ] | fix  |
| Reduzierte Planck-Konstante                                                                                             | {\textstyle \hbar ={\frac {h}{2\pi }}} | 1.054571817…e-34 J·s = 6.582119569…e-16 eV·s                                 | [ 20 ] [ 21 ]        | fix  |
| Magnetisches Flussquant                                                                                                 | {\textstyle \Phi _{0}={\frac {h}{2e}}} | 2.067833848…e-15 Wb                                                          | [ 22 ]               | fix  |
| Josephson-Konstante | {\textstyle K_{\mathrm {J} }={\frac {1}{\Phi _{0}}}={\frac {2e}{h}}} | 4.835978484…e14 Hz·V−1                                                       | [ 23 ]               | fix  |
| Von-Klitzing-Konstante                                                                                                  | {\textstyle R_{\mathrm {K} }={\frac {h}{e^{2}}}} | 25 812,807 45… Ω                                                             | [ 24 ]               | fix  |
| Leitwertsquant | {\textstyle G_{0}={\frac {2e^{2}}{h}}={\frac {2}{R_{\mathrm {K} }}}} | 7.748091729…e-5 S                                                            | [ 25 ]               | fix  |
| Kopplungskonstanten | |                                                                              |                      |      |
| Feinstrukturkonstante                                                                                                   | {\textstyle \alpha ={\frac {e^{2}}{4\pi \varepsilon _{0}\,\hbar \,c}}={\frac {\mu _{0}\,e^{2}c}{2h}}}                                                                           | 7.2973525643(11)e-3 = (137.035999177(21))−1                                  | [ 26 ] [ 27 ]        | mess |
| Fermi-Konstante | {\textstyle G_{\mathrm {F} }^{0}={\frac {G_{\mathrm {F} }}{(\hbar c)^{3}}}={\frac {\sqrt {2}}{8}}{\frac {g^{2}}{(m_{\mathrm {W} }c^{2})^{2}}}}                                  | 4.5437957(23)e14 J−2 = 1.1663787(6)e-5 GeV−2                                 | [ 28 ]               | mess |
| Weinberg-Winkel | {\textstyle \sin ^{2}\theta _{\mathrm {W} }=1-\left({\frac {m_{\mathrm {W} }}{m_{\mathrm {Z} }}}\right)^{2}}                                                                    | 0,223 05(23)                                                                 | [ 29 ]               | mess |
| starke Kopplungskonstante                                                                                               | {\textstyle \alpha _{\mathrm {s} }(m_{\mathrm {Z} }^{2})} | 0,118 0(9)                                                                   | [ 30 ]               | mess |
| Gravitation und Kosmologie                                                                                              | |                                                                              |                      |      |
| Gravitationskonstante                                                                                                   | {\textstyle G} | 6.67430(15)e-11 m3·kg−1·s−2                                                  | [ 31 ]               | mess |
| Planck-Masse | {\textstyle m_{\text{Planck}}={\sqrt {\frac {\hbar \,c}{G}}}} | 2.176434(24)e-8 kg                                                           | [ 32 ]               | mess |
| Planck-Länge | {\textstyle l_{\text{Planck}}={\frac {\hbar }{m_{\text{Planck}}\,c}}} | 1.616255(18)e-35 m                                                           | [ 33 ]               | mess |
| Planck-Zeit | {\textstyle t_{\text{Planck}}={\frac {l_{\text{Planck}}}{c}}} | 5.391247(60)e-44 s                                                           | [ 34 ]               | mess |
| Planck-Temperatur | {\textstyle T_{\text{Planck}}={\frac {m_{\text{Planck}}c^{2}}{k_{\mathrm {B} }}}}                                                                                               | 1.486784(16)e32 K                                                            | [ 35 ]               | mess |
| Thermodynamik | |                                                                              |                      |      |
| Boltzmann-Konstante | {\textstyle k_{\text{B}}} | 1.380649e-23 J·K−1 = 8.617333262…e-5 eV·K−1                                  | [ 12 ] [ 36 ] [ 37 ] | fix  |
| Spektrale Strahlungskonstante                                                                                           | {\textstyle c_{\mathrm {1L} }={\frac {2hc^{2}}{\mathrm {sr} }}} | 1.191042972…e-16 W·m2·sr−1                                                   | [ 38 ]               | fix  |
| Erste plancksche Strahlungskonstante                                                                                    | {\textstyle c_{1}=2\pi \,hc^{2}} | 3.741771852…e-16 W·m2                                                        | [ 39 ]               | fix  |
| Zweite plancksche Strahlungskonstante                                                                                   | {\textstyle c_{2}={\frac {hc}{k_{\mathrm {B} }}}} | 1.438776877…e-2 m·K                                                          | [ 40 ]               | fix  |
| Stefan-Boltzmann-Konstante                                                                                              | {\textstyle \sigma ={\frac {2\pi ^{5}k_{\mathrm {B} }^{4}}{15\,h^{3}c^{2}}}={\frac {\pi ^{2}k_{\mathrm {B} }^{4}}{60\,\hbar ^{3}c^{2}}}}                                        | 5.670374419…e-8 W·m−2·K−4                                                    | [ 41 ]               | fix  |
| Wien-Konstante | {\textstyle b={\frac {hc}{k_{\mathrm {B} }}}\cdot {\frac {1}{4{,}965\,114\,\ldots }}}                                                                                           | 2.897771955…e-3 m·K                                                          | [ 42 ] [ 43 ]        | fix  |
| Elektron | |                                                                              |                      |      |
| Elektronenmasse | {\textstyle m_{\rm {e}}} | 9.1093837139(28)e-31 kg = 5.485799090441(97)e-4 u = 0.51099895069(16) MeV/c2 | [ 44 ] [ 45 ] [ 46 ] | mess |
| (reduzierte) Compton-Wellenlänge des Elektrons                                                                          | {\textstyle \lambda _{\mathrm {C} }={\frac {h}{m_{\mathrm {e} }c}}=2\pi \alpha \,a_{0}}                                                                                         | 2.42631023538(76)e-12 m                                                      | [ 47 ]               | mess |
| (reduzierte) Compton-Wellenlänge des Elektrons                                                                          | {\textstyle {\text{ƛ}}{}_{\mathrm {C} }={\frac {\lambda _{\mathrm {C} }}{2\pi }}={\frac {\hbar }{m_{\mathrm {e} }c}}=\alpha \,a_{0}={\frac {r_{\mathrm {e} }}{\alpha }}}        | 3.8615926744(12)e-13 m                                                       | [ 48 ]               | mess |
| Klassischer Elektronenradius                                                                                            | {\textstyle r_{\mathrm {e} }={\frac {e^{2}}{4\pi \varepsilon _{0}\,m_{\mathrm {e} }c^{2}}}=\alpha ^{2}a_{0}=\alpha {\text{ƛ}}{}_{\mathrm {C} }}                                 | 2.8179403205(13)e-15 m                                                       | [ 49 ]               | mess |
| Thomson-Wirkungsquerschnitt                                                                                             | {\textstyle \sigma _{\mathrm {e} }={\frac {8\pi }{3}}r_{\mathrm {e} }^{2}} | 6.6524587051(62)e-29 m2                                                      | [ 50 ]               | mess |
| Bohrsches Magneton | {\textstyle \mu _{\mathrm {B} }={\frac {e\,\hbar }{2\,m_{\mathrm {e} }}}} | 9.2740100657(29)e-24 J·T−1 = 5.7883817982(18)e-5 eV·T−1                      | [ 51 ] [ 52 ]        | mess |
| Magnetisches Moment des Elektrons                                                                                       | {\textstyle \mu _{\mathrm {e} }} | -9.2847646917(29)e-24 J·T−1 = -1.00115965218046(18) μB                       | [ 53 ] [ 54 ]        | mess |
| Landé-Faktor des Elektrons                                                                                              | {\textstyle g_{\mathrm {e} }=-2{\frac {\mu _{\mathrm {e} }}{\mu _{\mathrm {B} }}}}                                                                                              | 2.00231930436092(36)                                                         | [ 55 ]               | mess |
| Gyromagnetisches Verhältnis des Elektrons                                                                               | {\textstyle \gamma _{\mathrm {e} }=-2{\frac {\mu _{\mathrm {e} }}{\hbar }}={\frac {g_{\mathrm {e} }\mu _{\mathrm {B} }}{\hbar }}}                                               | 1.76085962784(55)e11 s−1·T−1                                                 | [ 56 ]               | mess |
| Spezifische Ladung des Elektrons                                                                                        | {\textstyle -{\frac {e}{m_{\mathrm {e} }}}} | -1.75882000838(55)e11 C·kg−1                                                 | [ 57 ]               | mess |
| Atomphysik | |                                                                              |                      |      |
| Bohrscher Radius | {\textstyle a_{0}={\frac {4\pi \varepsilon _{0}\hbar ^{2}}{e^{2}\,m_{\mathrm {e} }}}={\frac {{\text{ƛ}}{}_{\mathrm {C} }}{\alpha }}={\frac {\hbar }{\alpha m_{\mathrm {e} }c}}} | 5.29177210544(82)e-11 m                                                      | [ 58 ]               | mess |
| Rydberg-Konstante | {\textstyle R_{\infty }={\frac {e^{4}\,m_{\mathrm {e} }}{8\varepsilon _{0}^{2}h^{3}c}}={\frac {\alpha ^{2}}{2\lambda _{\mathrm {C} }}}={\frac {\alpha }{4\pi a_{0}}}}           | 1.0973731568157(12)e7 m−1                                                    | [ 59 ]               | mess |
| Rydberg-Frequenz | {\textstyle R_{\infty }\,c={\frac {\alpha ^{2}}{2h}}m_{\mathrm {e} }c^{2}} | 3.2898419602500(36)e15 Hz                                                    | [ 60 ]               | mess |
| Rydberg-Energie | {\textstyle R_{\infty }hc={\frac {E_{\mathrm {h} }}{2}}={\frac {\alpha ^{2}}{2}}m_{\mathrm {e} }c^{2}}                                                                          | 2.1798723611030(24)e-18 J = 13.605693122990(15) eV                           | [ 61 ] [ 62 ]        | mess |
| Hartree-Energie | {\textstyle E_{\mathrm {h} }={\frac {e^{4}\,m_{\mathrm {e} }}{4\,\varepsilon _{0}^{2}\,h^{2}}}=\alpha ^{2}m_{\mathrm {e} }c^{2}}                                                | 4.3597447222060(48)e-18 J = 27.211386245981(30) eV                           | [ 63 ] [ 64 ]        | mess |
| | |                                                                              |                      |      |
| Willkürlich festgelegte und von solchen abgeleitete Konstanten                                                          | |                                                                              |                      |      |
| stoffmengenbezogene (molare) Konstanten                                                                                 | |                                                                              |                      |      |
| Avogadro-Konstante | {\textstyle N_{\text{A}}} | 6.02214076e23 mol−1                                                          | [ 12 ] [ 65 ]        | fix  |
| Faraday-Konstante | {\textstyle F=e\,N_{\text{A}}} | 96 485,332 12… C·mol−1                                                       | [ 66 ]               | fix  |
| Gaskonstante | {\textstyle R=N_{\mathrm {A} }k_{\mathrm {B} }} | 8.31446261815324 J·K−1·mol−1                                                 | [ 67 ]               | fix  |
| Konstanten bei Normbedingungen                                                                                          | |                                                                              |                      |      |
| Loschmidt-Konstante | {\textstyle n_{0}={\frac {p_{0}}{k_{\mathrm {B} }\,T_{0}}}={\frac {N_{\mathrm {A} }\,p_{0}}{R\,T_{0}}}}                                                                         | 2.686780111…e25 m−3                                                          | [ 68 ]               | fix  |
| Molares Volumen eines idealen Gases                                                                                     | {\textstyle V_{m_{0}}={\frac {R\,T_{0}}{p_{0}}}={\frac {N_{\text{A}}}{n_{0}}}}                                                                                                  | 22.41396954…e-3 m3·mol−1 = 22.41396954… l·mol−1                              | [ 69 ]               | fix  |
| „fix“ = Zahlenwert festgelegt (bei Verwendung des SI) „mess“ = experimentell zu bestimmender Messwert 1. 2. 3. 4. 5. 6. | |                                                                              |                      |      |